# Izabella Godlewska
Izabella Godlewska de Aranda (Slonim, 18 de diciembre de 1931-Madrid, 12 de junio de 2018) fue una pintora, escultora y arquitecta polaca, afincada en España.

## Biografía
Hija de Józef Godlewski, senador de Nowogrodek, y Fabianna Czapska, bisnieta de Emeryk Hutten-Czapski y pariente del pintor y escritor Józef Czapski. Los padres de Godlewska se conocieron en Minsk y se casaron en Varsovia en 1920. Desde 1926, administraron la finca Synkowicze (actual Bielorrusia) en la frontera noreste de la Segunda República Polaca. Izabella Godlewska también pasó su infancia allí.
A principios de septiembre de 1939, la familia, huyendo de los alemanes, llegó a Vilna. Tras la ocupación de la ciudad por las fuerzas soviéticas el 19 de septiembre, continuaron su viaje: vía Riga hasta Suecia y luego, a través de Bélgica, hasta Francia. En Francia, Józef Godlewski participó en el establecimiento de un campamento para el ejército polaco en Coëtquidan.
Tras la derrota de Francia en junio de 1940, la familia huyó a Marsella y luego, vía España y Portugal, a Gran Bretaña. Allí, Józef Godlewski se alistó en el ejército, mientras que Fabianna Godlewska, en representación de la Cruz Roja Polaca y la Fuerza Aérea Polaca, dirigía un hogar para convalecientes de guerra en Craighall, cerca de Blairgowrie, Escocia. Izabella Godlewska asistió al internado Kilgraston Sacred Heart School en Perthshire, y una de sus compañeras de clase fue Renia Maczkówna, hija del general Stanisław Maczek.
Tras la guerra, la situación familiar era difícil. Józef Godlewski trabajaba como guardia en el Victoria & Albert Museum de Londres y coeditaba la revista "Lwów i Wilno". En aquella época, Izabella Godlewska dudaba entre estudiar música y pintura. Por razones prácticas, optó por la arquitectura, que estudió en la Escuela de Arquitectura de Oxford (graduándose en 1955). Simultáneamente, recibió clases de pintura de Józef Pacewicz, pintor que había trabajado en la École de París. Tras graduarse, trabajó en el estudio de arquitectura de Oliver Chesterton en Londres, diseñando, entre otros proyectos, un bloque de apartamentos en Cádiz y una casa en Mojácar para Dolly Sánchez Bella.
En 1959, se casó con el diplomático español Eduardo Aranda Carranza y se trasladó a Madrid. Allí trabajó en el estudio de arquitectura de Mariano Garriguez Díaz-Cañabate, colaboró con el arquitecto José Suáres y conoció a la comunidad artística madrileña. Tuvo tres hijos. Debido a la posición social de su esposo, se mudó con frecuencia a Haití, Italia, Finlandia y Estonia. Estos viajes fueron una gran inspiración para la obra de la artista. Tras el fallecimiento de su esposo en 1993, se estableció definitivamente en Londres.
Durante sus años de estudiante, se centró en las acuarelas, un interés que perduró toda su vida y que dio como resultado numerosos paisajes, como vistas de la fachada neogótica del Museo de Historia Natural en diferentes épocas del año y del día.

## Exposiciones individuales
Entre otras se encuentran:
- 1962 – Instituto Francés de Puerto Príncipe (Haití)
- 1969 – Galería 88 de Roma
- 1970 – Galería Acquavella de Caracas (Venezuela)
- 1974 – Galería Skira de Madrid
- 1977 – Museos de Arte Contemporáneo de Bagdad, El Cairo y Alejandría
- 1979 – Caja de Ahorros de Cádiz
- 1980 – Galería Sen de Madrid
- 1990 – Midland Bank de Londres
- 1999 – The Air Gallery y Studio Gallery de Londres
- 2005 – Museo Universitario de Torun
- 2006 – Museo Nacional de Cracovia.[4]